# Norwegische Badmintonmeisterschaft 1947
Die Norwegische Badmintonmeisterschaft 1947 fand in Oslo statt. Es war die dritte Austragung der nationalen Meisterschaften von Norwegen im Badminton.	

## Titelträger
| Disziplin    | Sieger                            |
| ------------ | --------------------------------- |
| Herreneinzel | Hjalmar Lystad                    |
| Dameneinzel  | Aase Hansson                      |
| Herrendoppel | Ingolf Paller Per Sofus Nielsen   |
| Damendoppel  | Elinor Lystad Bebs David-Andersen |
| Mixed        | Kåre Sandvik Wenche Hilt          |